# Daiphanta dissonata
Daiphanta dissonata är en fjärilsart som beskrevs av Walker 1860. Daiphanta dissonata ingår i släktet Daiphanta och familjen mätare. Inga underarter finns listade i Catalogue of Life.